# 福島丈貴
福島 丈貴（ふくしま ともよし、1993年6月3日 - ）は、日本の男子水球選手 。2016年、リオデジャネイロオリンピックに、水球男子日本代表として出場するが、グループステージで敗退。